# Ebro (Fahrzeughersteller)

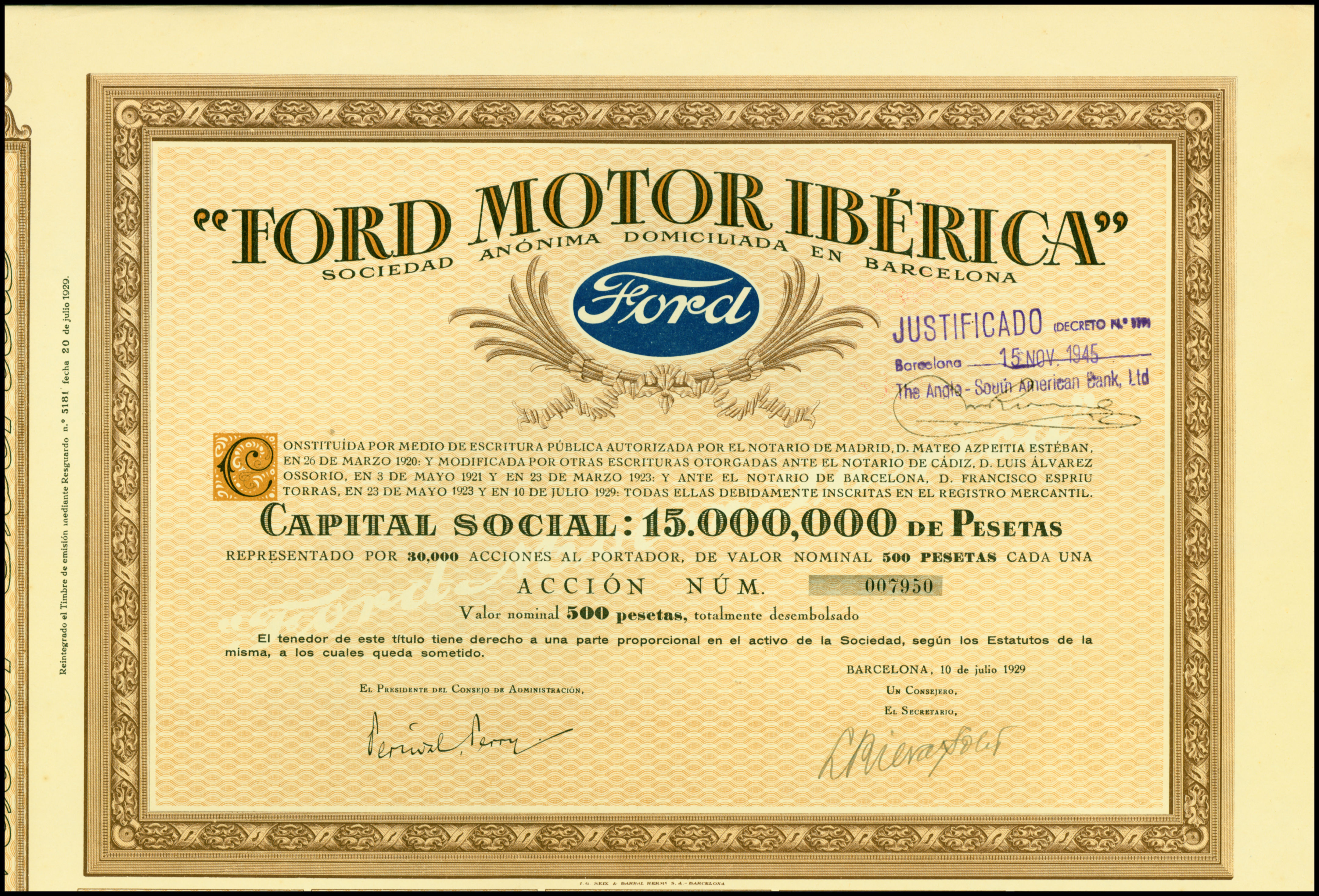
Aktie über 500 Pesetas von Ford Motor Ibérica S.A. vom 10. Juli 1929

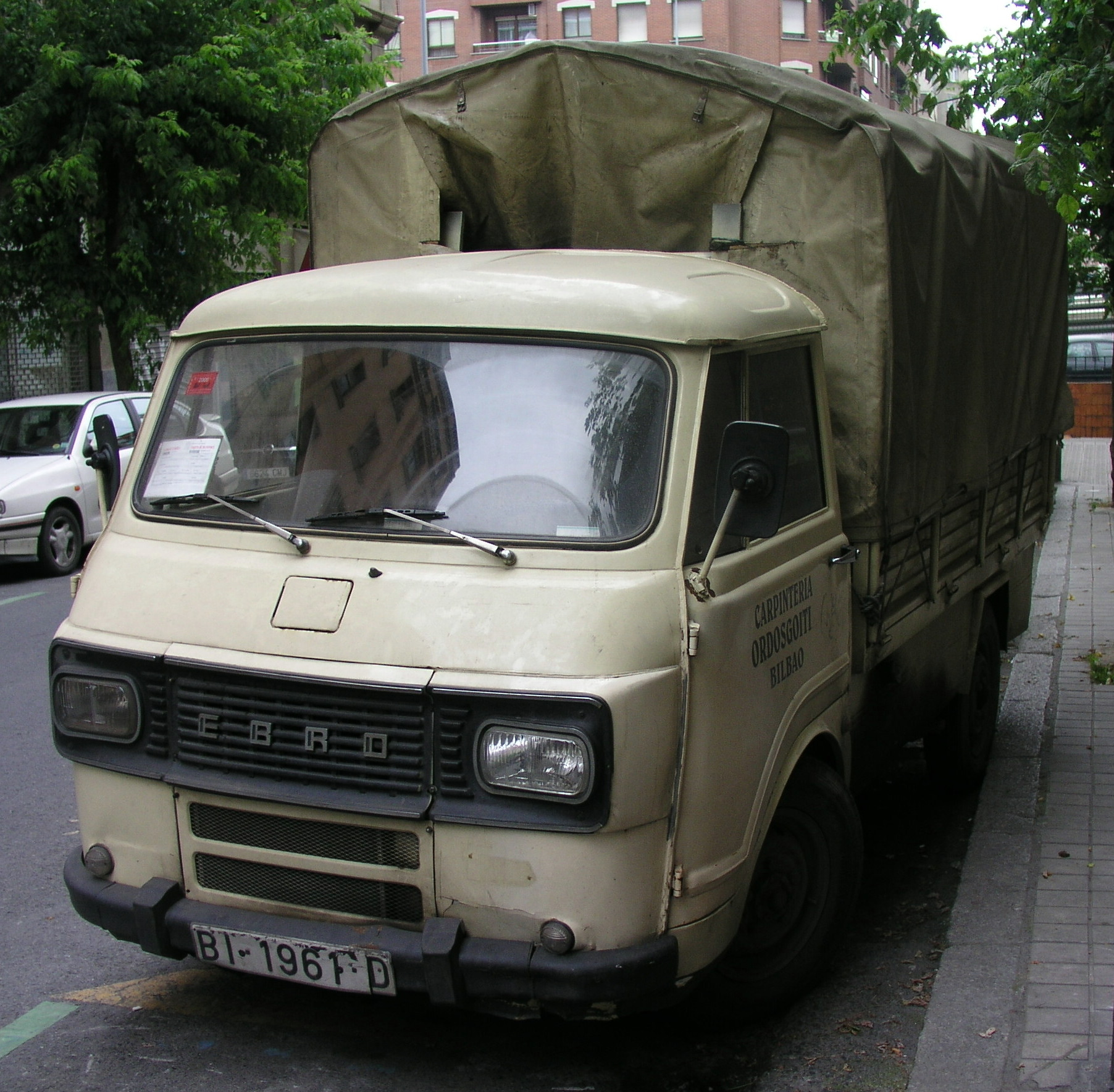
Ebro F-Serie

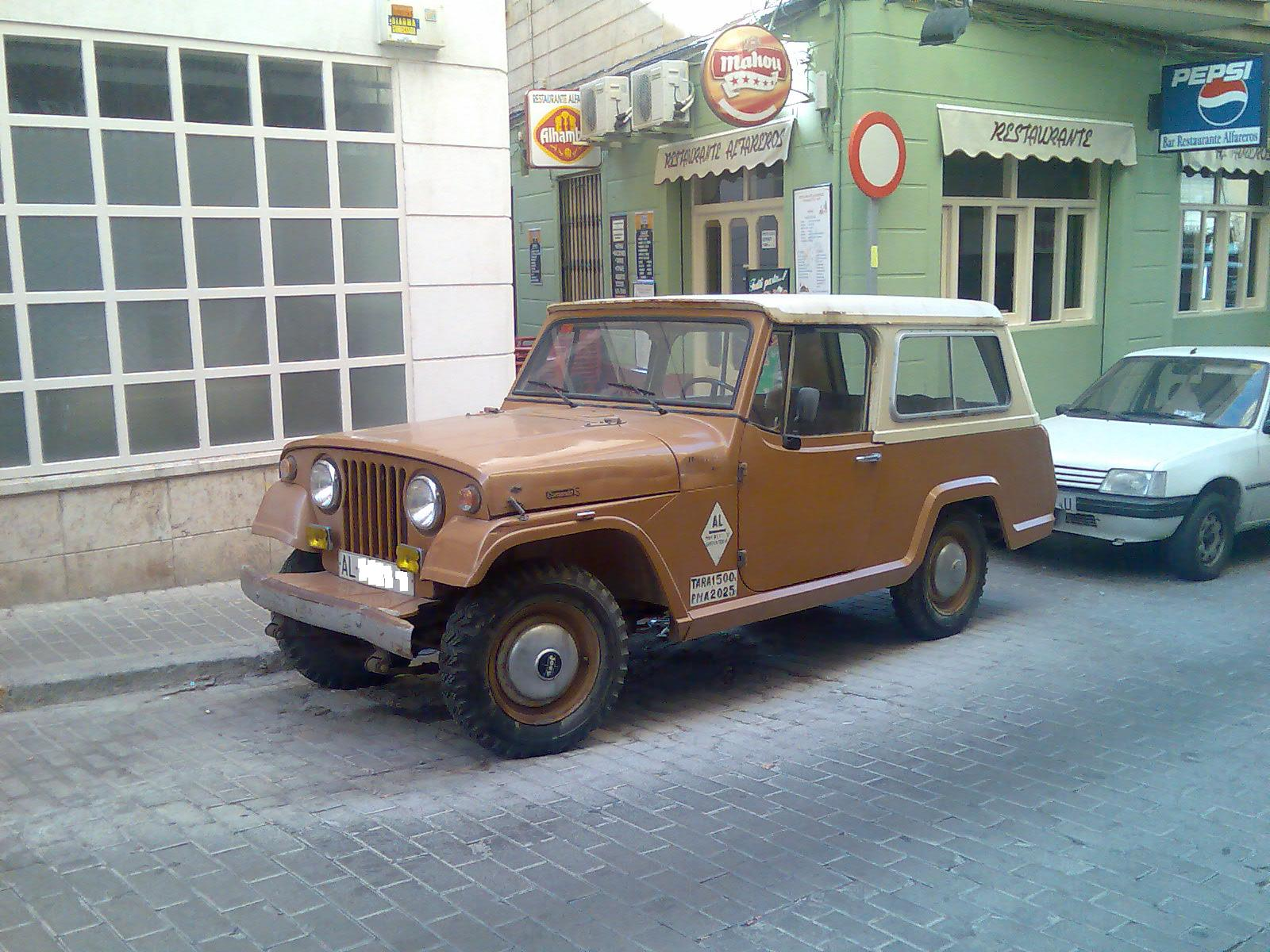
Jeep Ebro Comando S

Ebro war ein spanischer Hersteller für mittlere und schwere LKW, Busse, allradgetriebene Geländefahrzeuge und Traktoren.

## Geschichte
Vorläufer der Marke Ebro war die 1920 in Spanien gegründete Ford-Tochtergesellschaft „Ford Motor Co. SAE“, die zunächst in Cádiz und ab 1923 in Barcelona beheimatet war. 1929 änderte das Unternehmen seinen Namen in „Ford Motor Ibérica SA“. In der gesamten Zeit bis zum Zweiten Weltkrieg wurden PKW, LKW, Busse und Traktoren des Ford-Programms montiert und unter dem Namen „Ford“ in Spanien verkauft.
Der spanische Diktator Francisco Franco, der während des spanischen Bürgerkriegs unter anderem von den US-Wettbewerbern General Motors und Chrysler unterstützt wurde, nicht jedoch von Ford, drängte nach dem Krieg auf eine Namensänderung der Markenbezeichnung. Da man damals den englischen Fordson Thames 7V (später Fordson Thames ET und Thames Trader), in Lizenz baute, entschied man sich in Anlehnung an den Fluss Themse, an dem das Ford-UK-Werk Dagenham liegt, für den spanischen Flussnamen Ebro. Der erste Wagen erhielt die Modellbezeichnung Ebro 7V. Im Jahr 1954 wurde das Werk verstaatlicht und Ford verkaufte seine Anteile an Ebro Motor Ibérica. Die Zusammenarbeit mit Ford UK wurde allerdings bis 1965 fortgeführt.
In den 1960er-Jahren übernahm die Ebro Motor Ibérica das spanische Unternehmen FADISA, einen Betrieb, der Produkte von Alfa Romeo, Avia, Perkins und AISA in Lizenz, aber auch SIATA-Lieferwagen und Jeeps unter der Marke VIASA-EBRO baute. 1966 erwarb der Landmaschinenhersteller Massey Ferguson 32 % der Anteile an Motor Ibérica und wurde Kooperationspartner bei Traktoren und Motoren. Mit dem Ende der Franco-Diktatur endete auch nach und nach die Lizenzproduktion von Alfa-Romeo- und Jeep-Produkten. 1976 erschien die P-Serie, ein Lastkraftwagen bis 27 Tonnen Gesamtgewicht. 1979 wurde die E-Serie als Nachfolger des Alfa-Romeo-Lizenzproduktes vorgestellt. Ende 1979 verkaufte Massey Ferguson aufgrund der Wirtschaftskrise seine 33 % Anteile an Nissan, die auf der Suche nach einem europäischen Produktionsstandort war. 1981 wurde die Landmaschinensparte an Kubota veräußert und firmierte nun unter dem Namen „Ebro-Kubota“. Gleichzeitig stockte Nissan seine Anteile auf 55 % auf. 1982 wurde nun im Werk in Barcelona der Nissan Cabstar F22 als erstes europäisches Nissan-Modell produziert und andere Nissan-Modelle folgten. 1986 erwarb Nissan Ebro Motor Ibérica komplett. 1987 wurde das Unternehmen in Nissan Motor Ibérica umbenannt. Die noch von Ebro produzierte E-Serie wurde zum Nissan Trade umbenannt, die P-Serie eingestellt.

## Produktionszahlen EBRO
|                   | Jahr | 1970 | 1971 | 1972 | 1973  | 1974  | 1975  | 1976 | 1977 |
| ----------------- | ---- | ---- | ---- | ---- | ----- | ----- | ----- | ---- | ---- |
| Lastwagen über 6t |      |      |      |      | 3.379 | 4.414 | 4.188 |      |      |

Quelle:

## Letzte eigenständige Ebro-Fahrzeugmodelle
- Ebro F-Serie mit einer Ladekapazität bis 7 Tonnen (1977–1987)
- Ebro P-Serie mit einer Ladekapazität von 3 bis 27 Tonnen (1976–1981)
- Ebro L / M-Serie mit einer Ladekapazität von 3,5 bis 27 Tonnen (1980–1987)